# كلاوس زامر
كلاوس زامر (بالألمانية: Klaus Sammer)‏ (و. 1942  م) هو لاعب كرة قدم، ومدرب كرة قدم من ألمانيا، وألمانيا الشرقية، ولد في غروديتس، مركز لعبه هو لاعب وسط.

## روابط خارجية
- كلاوس زامر على موقع قاعدة بيانات كرة القدم.إي يو (الإنجليزية)
- كلاوس زامر على موقع بيانات كرة القدم. دي إي (الألمانية)
- كلاوس زامر على موقع ناشيونال فوتبول تيمز (الإنجليزية)
- كلاوس زامر على موقع عالم كرة القدم.نت (الإنجليزية)